# Iraklis BC
Košarkaški klub Iraklis (Grčki: ΚΑΕ Ηρακλής, K.A.E. Iraklis) je košarkaška momčad iz Soluna, Grčka. Osnovan je 1924. godine. Dio je športskog društva GS Iraklis. Klupske su boje bijela i plava.

## Povijest
Osnovan je 1924. godine. Već 1928. je osvojio prvo grčko prvenstvo u povijesti, a 1935. godine drugo, no na toj su brojci ostali do danas. Triput su bili doprvaci, 1936., 1962 i 1964. godine. Tri su puta bili došli do završnice grčkog kupa, 1981., 1994. i 1996., no nisu ga nikad osvojili. Dva su puta došli do poluzavršnice Kupa pobjednika kupova. 
Dva je puta igrao u najjačem europskom klupskom košarkaškom natjecanju. Bilo je to sezone 1995./96. u Euroligi te 2000./01. u Suproligi.

## Poznati igrači
| - Sofoklis Schortsianitis - Nikos Hatzivrettas - Lefteris Kakiousis - Jure Zdovc - Vasilij Karašev - Walter Berry - Roy Tarpley - Xavier McDaniel |

## Poznati treneri
- Efthimis Kioumourtzoglou
- Slobodan Subotić
- Dragan Šakota
- Jure Zdovc

## Vanjske poveznice
- Službene stranice  Arhivirana inačica izvorne stranice od 31. svibnja 2020. (Wayback Machine)
- Eurobasket.com  Profil